# Andreasmarkt
Der Andreasmarkt ist einer der letzten traditionellen Bauernmärkte in Deutschland. Im Jahr 1571 wurde das Recht zu dessen Abhaltung der "alten Stadt Linnich" von Herzog Wilhelm V. von Jülich zum St. Andreastag verliehen.
Heutzutage wird er jährlich am 1. Montag nach dem Andreastag (meist der 1. Montag im Dezember) in Linnich im Rheinland abgehalten. Da er der letzte Bauernmarkt in weitem Umkreis ist, welcher den Besuchern ein vielfältiges Angebot auf den Straßen und Plätzen des Stadtkerns unterbreitet, ist der Zustrom bis heute ungebrochen.
Von Kinderkleidung bis zu landwirtschaftlichen Maschinen wird alles angeboten. Unter anderem sind viele namhafte Traktorenhersteller vertreten.
Weitere Märkte mit der Bezeichnung Andreasmarkt fanden bis 2009 zu dieser Jahreszeit in anderen Städten wie Wiesbaden statt. Jedoch sind diese entweder keine jährlichen Märkte des Brauchtums oder es sind sogar reine Kirmesmärkte.